# Naltaca eremica
Naltaca eremica är en insektsart som beskrevs av Young 1977. Naltaca eremica ingår i släktet Naltaca och familjen dvärgstritar. Inga underarter finns listade i Catalogue of Life.